# Modicogryllus theryi
Modicogryllus theryi är en insektsart som först beskrevs av Lucien Chopard 1943.  Modicogryllus theryi ingår i släktet Modicogryllus och familjen syrsor. Inga underarter finns listade i Catalogue of Life.